# Minos Kokkinakis
Minos Kokkinakis (gr. Μίνως Κοκκινάκης; ur. 25 stycznia 1919 w Sitii, zm. 28 stycznia 1999 tamże) – grecki działacz religijny, członek wyznania Świadków Jehowy (były wyznawca Greckiego Kościoła Prawosławnego), który prowadził kampanię w celu zniesienia zakazu prozelityzmu w Grecji, traktowanego przez prawo greckie jako przestępstwo. Łącznie od roku 1938 Kokkinakis był przeszło 60 razy aresztowany, 18 razy stawał przed greckimi sądami i spędził ponad 6 lat w więzieniu za prozelityzm.

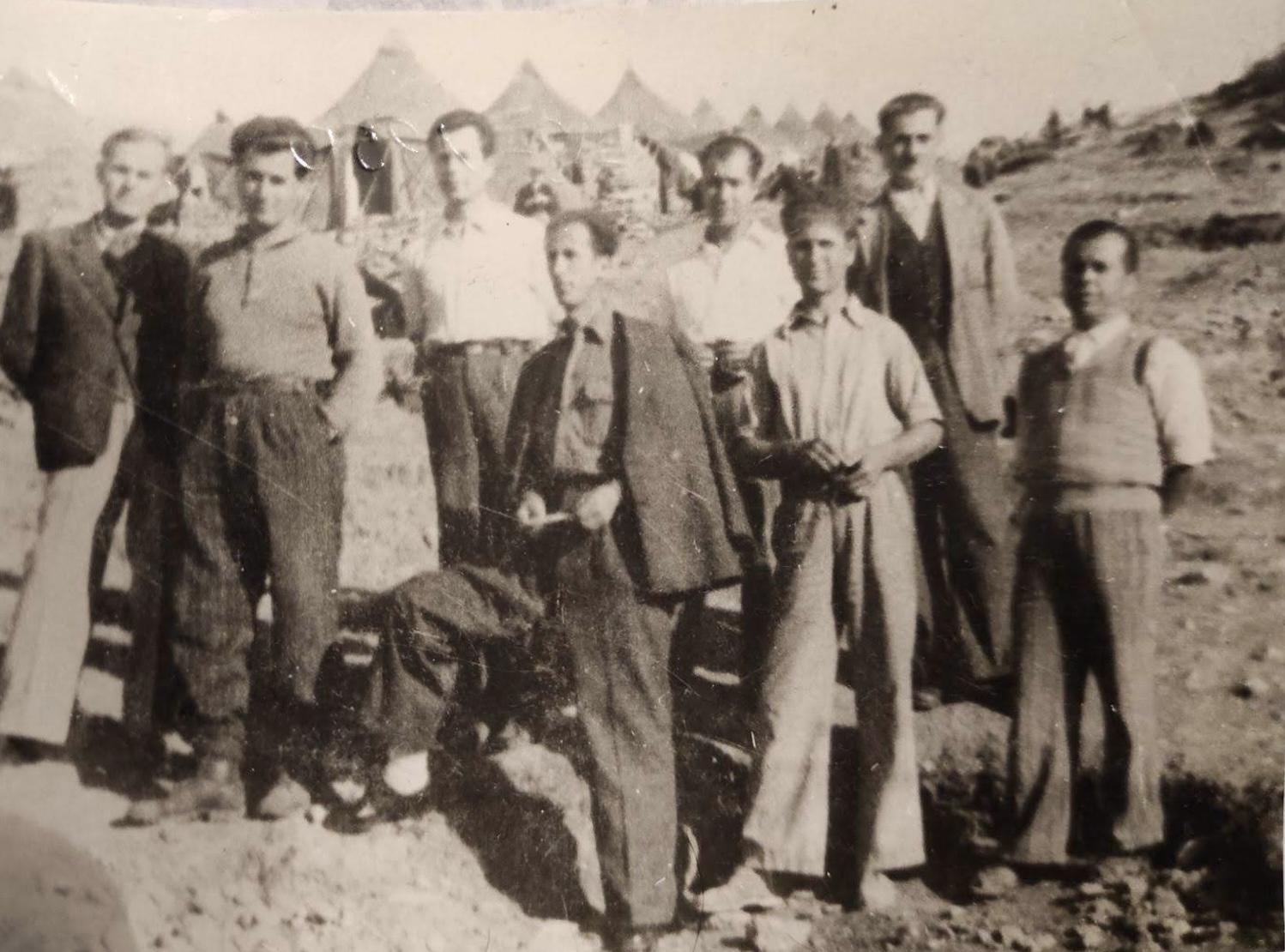
Minos Kokkinakis wśród innych zesłanych Świadków Jehowy w Makronissos (1949-1950)

## Życiorys
Kokkinakis, z zawodu handlowiec, został świadkiem Jehowy w 1936 roku. W 1938 roku został pierwszym członkiem wyznania Świadków Jehowy w Grecji, aresztowanym za naruszenie prawa zakazującego prozelityzmu, które właśnie zostało wprowadzone w tym kraju przez rząd dyktatora Metaksasa. Na mocy tego prawa w latach 1938–1992 aresztowano wyznawców Świadków Jehowy 19 147 razy.
W roku 1938 Kokkinakis bez żadnego procesu został zesłany na 13 miesięcy na wyspę Amorgos na Morzu Egejskim. W roku 1939 skazano go dwukrotnie – za każdym razem na dwa i pół miesiąca. W roku 1940 Kokkinakisa wywieziono na sześć miesięcy na wyspę Melos. W następnym roku ponad 18 miesięcy spędził w wojskowym więzieniu w Atenach. W roku 1949 Minosa Kokkinakisa zesłano na wyspę Makronisos. W latach 50. był aresztowany sześć razy, w więzieniu spędził 10 miesięcy. W następnej dekadzie aresztowano go cztery razy i skazano w sumie na osiem miesięcy. 20 marca 1986 roku Sąd Karny w Lasithi na Krecie rozpatrzył sprawę Kokkinakisów (Minosa i jego żony) i orzekł, iż dopuścili się prozelityzmu. Oboje zostali skazani na 4 miesiące więzienia. Kokkinakisowie odwołali się do Sądu Apelacyjnego na Krecie. 17 marca 1987 roku sąd ten uniewinnił żonę Kokkinakisa, ale utrzymał w mocy jego wyrok, obniżając go do 3 miesięcy więzienia. Minos Kokkinakis odwołał się do Sądu Kasacyjnego – Sądu Najwyższego Grecji. Jednak 22 kwietnia 1988 roku wniosek o apelację został oddalony. 22 sierpnia 1988 roku Kokkinakis zwrócił się o pomoc do Europejskiej Komisji Praw Człowieka. 21 lutego 1992 roku jego prośbę uznano za uzasadnioną i przedłożono ją Europejskiemu Trybunałowi Praw Człowieka. Rozprawa odbyła się 25 listopada 1992 roku.
W dniu 25 maja 1993 roku Europejski Trybunał Praw Człowieka uznał, że obywatel Grecji ma prawo mówić drugim o swych poglądach religijnych. Trybunał ten orzekł, iż rząd Grecji pogwałcił prawo Kokkinakisa do wolności wyznania, i zasądził mu odszkodowanie w wysokości 400 tys. drachm (ok. 14 400 dolarów). W uzasadnieniu wyroku stwierdzono, że Świadkowie Jehowy rzeczywiście są znaną religią oraz Religia stanowi część stale odnawianego nurtu myśli ludzkiej i nie do pomyślenia jest, by została wyłączona z publicznej dyskusji.
Wyrok ten był często cytowany w podobnych przypadkach dotyczących prozelityzmu w Grecji, co doprowadziło do zmiany sytuacji prawnej nie tylko Świadków Jehowy, ale też członków wyznań zielonoświątkowych, a nawet buddyjskich. Po raz pierwszy ETPC uznał jakieś państwo za winne pogwałcenia prawa do wolności wyznania.